# Mikulin AM-38
Mikulin AM-38 je bil sovjetski 12-valjni bencinski V-letalski motor iz 1940ih. Razvit je bil na podlagi  Mikulin AM-35. Uporabljal se je na jurišnikih Iljušin Il-2 in Iljušin Il-10 in je bil opcija na MiG-3. Imel je 10-minutni forsaž (zasilno vojaško moč). Zgradili so čez 36000 motorjev.

## Uporaba na
- Iljušin Il-2
- Iljušin Il-10

## Specifiikacije (AM-38F)
- Tip: 12-valjni 60° bencinski V-letalski motor
- Premer valja: 160 mm (6,30 in)
- Hod bata: 190 mm (7,48 in)
- Delovna prostornina: 46,66 L (2847 cu in)
- Teža: 880 kg (1,940 lb)

- Polnilnik: enohitrostni centrifugalni mehansko gnani
- Hlajenje: tekočinsko
- Moč: 1270 kW (1700 KM) pri 2350 rpm
- Specifična moč: 27,2 kW/L (0,60 KM/in³)
- Kompresijsko razmerje: 6,0:1
- Razmerje moč/teža: 1,53 kW/kg (0,93 KM/lb)